# Sericopimpla melanomerus
Sericopimpla melanomerus är en stekelart som beskrevs av Setsuya Momoi 1977. Sericopimpla melanomerus ingår i släktet Sericopimpla och familjen brokparasitsteklar. Inga underarter finns listade i Catalogue of Life.